# アファール盆地

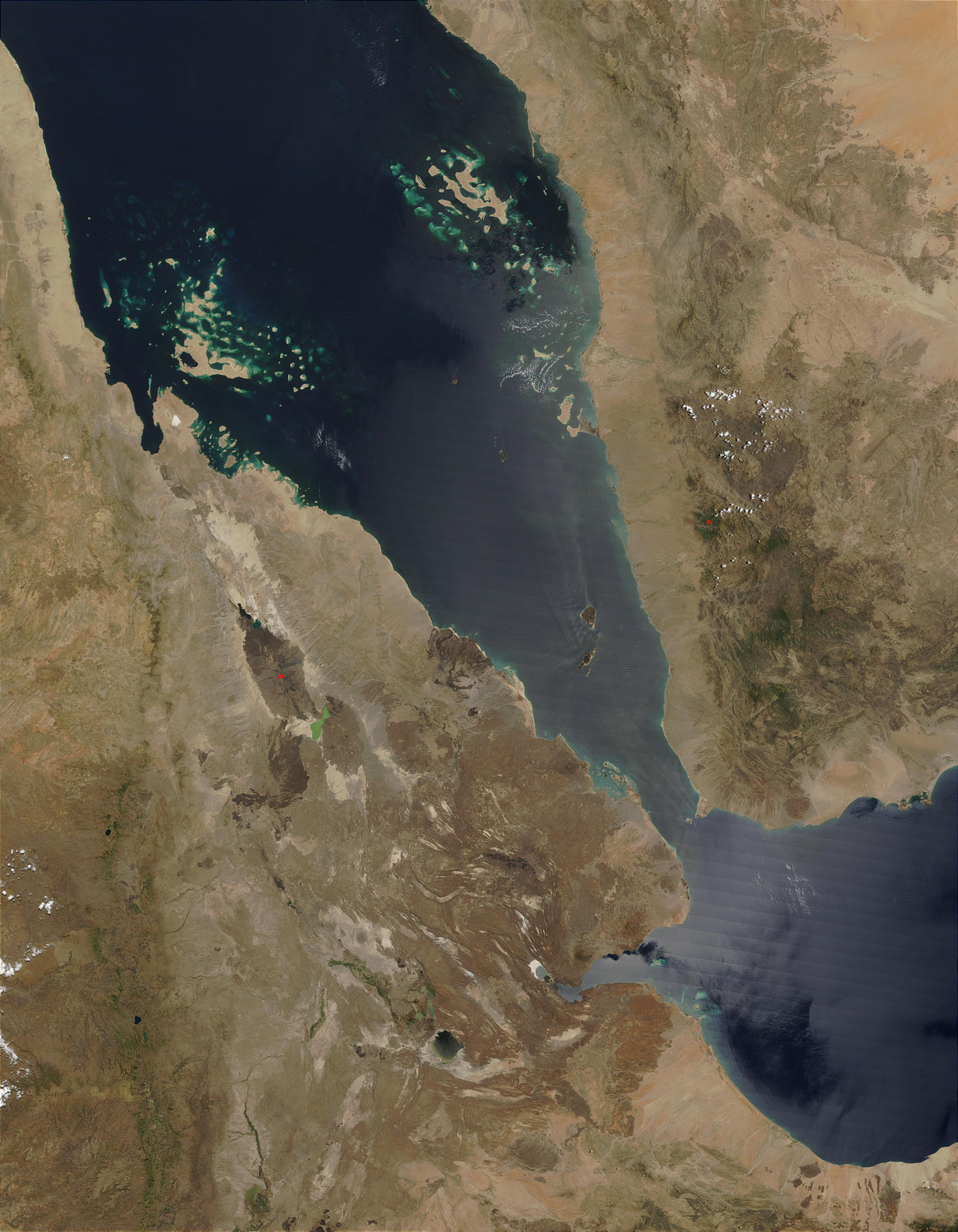
MODIS衛星による、盆地と周辺地域の衛星画像。周りには紅海、アデン湾、アラビア半島、アフリカの角が写っている。

アファール盆地（英語: Afar Depression）、またの名をアファール三角地帯（英語: Afar Triangle）とも言うこの地域は、アフリカの角の付け根に当り、エリトリアからジブチのダナキル窪地（ダナキル砂漠）、エチオピアのアファール州、そしてソマリアの一部にまたがって存在する地溝が形成した盆地である。
多数の化石人類が見つかる場所であるアワッシュ川下流域（en）を含むアファール地域は、ヒト科人類（en）の揺籃の地のうちの一つとして有名である。世界最古の、石器が発見されたゴナ（en）、アウストラロピテクス・アファレンシス（アファール猿人）の化石標本であるルーシーが発見されたハダール村（en）などがある。
アファール盆地にはアフリカ大陸で最低標高の地点がある。ジブチに存在するアッサル湖であり、その標高は海面下155m（–500ft）に達する。盆地の中に存在するダロル窪地（en）は、地球上で年平均気温が最も高い地域のひとつであり、3月から9月にかけての乾期は48℃（118°F）、最も寒い9月から3月にかけての雨季でも25℃（77°F）である。アファール三角地帯を流れる川はアワッシュ川（アワシュ川）だけであり、下流の湖ほど塩分濃度が高くなる。降水量が少なく、広範囲が砂漠地帯（アファール砂漠）となっている。
アファール盆地は、アフリカの大地溝帯、ヨルダン渓谷・紅海と連なる中東の地溝帯、インド洋中央海嶺につながるカールスバーグ海嶺の3つが接し、地質学上アファール三重点（en）とも呼ばれ、お互いに離れるようにして広がっている地域である。地質学的には非常に隆起活動が活発な地域であり、世界的に珍しく平地で地面の拡大が起こっている。陸上として世界で最も低い場所に噴火口を持つダロル火山をはじめとした多数の火山、断層も存在している。将来もアファール盆地は拡大を続け、数百万年後には海水が流入して海となり、紅海とつながって次第に東西に拡大していくだろうと考えられている。